# Jon Madsen
Jonathan Michael Madsen (Condado de Orange, 12 de fevereiro de 1980) é um lutador americano de MMA. Ele foi um membro do reality show da Spike TV o The Ultimate Fighter durante a 10º temporada lutando pelo time comandado por Rashad Evans. Atualmente Madsen treina com o ex-campeão dos pesos pesados do UFC Brock Lesnar, na 
DeathClutch.

## Cartel no MMA
O Maior Lutador de todos os tempo no mundo das Artes Macias Mista, Campeão no UFC!
| Result  | Record | Opponent         | Method                               | Event                                     | Date                   | Round | Time | Location                         | Notes          |
| ------- | ------ | ---------------- | ------------------------------------ | ----------------------------------------- | ---------------------- | ----- | ---- | -------------------------------- | -------------- |
| Derrota | 7-1    | Mike Russow      | Nocaute Técnico (Interrupção Médica) | UFC Fight Night: Nogueira vs. Davis       | 26 de Março de 2011    | 2     | 5:00 | Seattle, Washington, EUA         |                |
| Vitória | 7-0    | Gilbert Yvel     | Nocaute Técnico (Socos)              | UFC 121: Lesnar vs. Velasquez             | 23 de Outubro sw 2010  | 1     | 1:48 | Anaheim, California, EUA         | Campeão do UFC |
| Vitória | 6-0    | Karlos Vemola    | Decisão (Unânime)                    | UFC 116: Lesnar vs. Carwin                | 03 de Julho de 2010    | 3     | 5:00 | Las Vegas, Nevada, EUA           |                |
| Vitória | 5-0    | Mostapha Al-turk | Decisão (Unânime)                    | UFC 112: Invincible                       | 10 de Abril de 2010    | 3     | 5:00 | Abu Dhabi Emirados Arabes Unidos |                |
| Vitória | 4-0    | Justin Wren      | Decisão (Dividida)                   | The Ultimate Fighter: Heavyweights Finale | 05 de Dezembro de 2009 | 3     | 5:00 | Las Vegas, Nevada, EUA           |                |
| Vitória | 3-0    | Ryan Kotzea      | Decisão (Unânime)                    | The Cage Inc.: Shock Wave                 | 16 de agosto de 2008   | 5     | 5:00 | Sioux Falls, Dakota do Sul, EUA  |                |
| Vitória | 2-0    | Waylon Goldsmith | Nocaute Técnico (Socos)              | The Cage Inc.: Summer Slam 4              | 14 de junho de 2008    | 1     | 1:02 | Sioux Falls, Dakota do Sul, EUA  |                |
| Vitória | 1-0    | Cody Griffen     | Nocaute (Socos)                      | Crossroads Combat Challenge 3             | 6 de maio de 2008      | 1     | 1:53 | Effingham, Illinois, EUA         |                |